# 斯坦

斯坦（波斯语： / -stan）是源自波斯语的語尾（地名接尾辭），意为「……聚集的地方」。与印度-雅利安語支的「-sthana」有发生学上的联系，兩者的詞源都可追溯至梵语的語尾，意思相近。「斯坦」常用於受波斯文化影響的中亞至中東國家或地區的名稱裡，尤其在曾为古代印度-雅利安人居住地的中亞和印度次大陸最为常见。在当地，斯坦一词用于构成虚构或隐喻的国家名称，若是在真实地名中加上斯坦一词，则是指当地人口的穆斯林化趋势。

## 名字中有「斯坦」的國家
- 阿富汗斯坦（注：波斯文作，普什图语作，拉丁转写為）
- ：意为「哈薩克人」的国家。
- ：意为「吉尔吉斯人」的国家。
- 巴基斯坦：「巴基斯坦」在波斯語的字面意思是纯净的地方。
- ：意为「塔吉克人」的国家。
- ：意为「土库曼人」的国家。
- ：意为「乌兹别克人」的国家。
- 亞美尼亞的亞美尼亞文名称：该国国名在亚美尼亚语中作，羅馬化後為，中文或作「哈亞斯坦」。

此外，“巴勒斯坦”的中文名虽以“斯坦”结尾，但並非來自於波斯语的“-stan”，而是源自其英語名“Palestine”的音译，带有“斯坦”二字純屬翻译上的巧合，其在其他多数语言中的名称非以“斯坦”（-stan）结尾。

## 国情简介
|              | 哈萨克斯坦共和国             | 吉尔吉斯共和国            | 乌兹别克斯坦共和国               | 塔吉克斯坦共和国            | 土库曼斯坦                 | 巴基斯坦伊斯兰共和国       | 阿富汗伊斯兰酋長国         |
| ------------ | ---------------------------- | ------------------------- | -------------------------------- | --------------------------- | -------------------------- | -------------------------- | -------------------------- |
| 国徽         |                              |                           |                                  |                             |                            |                            |                            |
| 国旗         | 哈萨克斯坦                   | 吉尔吉斯斯坦              | 乌兹别克斯坦                     | 塔吉克斯坦                  | 土库曼斯坦                 | 巴基斯坦                   | 阿富汗                     |
| 地图         |                              |                           |                                  |                             |                            |                            |                            |
| 人口         | 18540000                     | 6221600                   | 31379000                         | 9024000                     | 5567600                    | 198600000                  | 36168000                   |
| 面积         | 2724900 km2（1052100 sq mi） | 199900 km2（77200 sq mi） | 447400 km2（172700 sq mi）       | 143100 km2（55300 sq mi）   | 488100 km2（188500 sq mi） | 796095 km2（307374 sq mi） | 647500 km2（250000 sq mi） |
| 人口密度     | 6/km2 (21/sq mi)             | 28/km2 (191/sq mi)        | 63/km2 (21/sq mi)                | 53/km2 (191/sq mi)          | 10/km2 (21/sq mi)          | 214.3/km2 (21/sq mi)       | 45.8/km2 (21/sq mi)        |
| 时区         | +4、+5                       | 5                         | 5                                | 5                           | 5                          | 5                          | 5                          |
| 首都         | 阿斯塔納                     | 比什凯克                  | 塔什干                           | 杜尚别                      | 阿什哈巴德                 | 伊斯兰堡                   | 喀布尔                     |
| 最大城市     | 阿拉木图                     | 比什凯克                  | 塔什干                           | 杜尚别                      | 阿什哈巴德                 | 卡拉奇                     | 喀布尔                     |
| 政体         | 单一制 总统制 共和国         | 单一制 议会制 共和国      | 单一制 总统制 共和国             | 单一制 总统制 共和国        | 单一制 总统制 共和国       | 联邦制 议会制 共和国       | 单一制 神權 酋長國         |
| 国家元首     | 哈萨克斯坦总统               | 吉尔吉斯斯坦总统          | 乌兹别克斯坦总统                 | 塔吉克斯坦总统              | 土库曼斯坦总统             | 巴基斯坦总统               | 阿富汗伊斯兰酋长国埃米尔   |
| 政府首脑     | 哈萨克斯坦总理               | 吉尔吉斯斯坦总理          | 乌兹别克斯坦总理                 | 塔吉克斯坦总理              | 土库曼斯坦总统             | 巴基斯坦总理               | 阿富汗总理                 |
| 国会         | 哈萨克斯坦议会               | 吉尔吉斯斯坦议会          | 乌兹别克斯坦议会                 | 塔吉克斯坦议会              | 土库曼斯坦议会             | 巴基斯坦议会               | 無                         |
| 一级行政区划 | 14个州和3个直辖市            | 7个州和1个直辖市          | 12个州、1个自治共和国和1个直辖市 | 3个州、1个区和1个首都直辖市 | 5个州和1个直辖市           | 4个省和1个联邦直辖区       | 34个省                     |
| 官方语言     | 哈萨克语、俄语               | 吉尔吉斯语、俄语          | 乌兹别克语、俄语                 | 塔吉克语、俄语              | 土库曼语、俄语             | 乌尔都语、英语             | 达利语、普什图语           |
| 主要宗教     | 伊斯兰教                     | 伊斯兰教                  | 伊斯兰教                         | 伊斯兰教                    | 伊斯兰教                   | 伊斯兰教                   | 伊斯兰教                   |
| 主体民族     | 哈萨克族                     | 吉尔吉斯族                | 乌孜别克族                       | 塔吉克族                    | 土库曼族                   | 旁遮普族、普什图族         | 普什图族、塔吉克人         |

## 国家列表
| 主权国家 | 首都       | 货币             | 面积km²   | 人口        | Den. /km² |
| -------- | ---------- | ---------------- | --------- | ----------- | --------- |
| 阿富汗   | 喀布尔     | 阿富汗尼         | 652,230   | 31,575,000  | 43.5      |
|          | 阿斯塔納   | 哈萨克斯坦坚戈   | 2,724,900 | 18,312,000  | 6.3       |
|          | 比什凯克   | 吉尔吉斯斯坦索姆 | 199,900   | 6,020,000   | 27.8      |
| 巴基斯坦 | 伊斯兰堡   | 巴基斯坦卢比     | 796,095   | 212,745,000 | 226.6     |
|          | 杜尚别     | 塔吉克斯坦索莫尼 | 143,100   | 9,050,000   | 55.9      |
|          | 阿什哈巴德 | 土库曼斯坦马纳特 | 488,100   | 5,660,000   | 10.5      |
|          | 塔什干     | 乌兹别克斯坦索姆 | 447,400   | 33,250,000  | 67.5      |

## 名字中有「斯坦」的地區
- 阿瓦爾斯坦（在 13 世紀－18 世紀 控制著達吉斯坦中部的穆斯林國家。詳參Avaristan）
- 雷吉斯坦（烏茲別克舊有首都撒馬爾罕心臟地帶的歷史名稱）
- 班圖斯坦（南非政權實施种族隔離政策下黑人居住的地方）
- 卡菲爾斯坦（努里斯坦省的歷史名稱，詳參Kafiristan）
- 突厥斯坦，指中亚突厥人生活的地区。
- 突厥斯坦總督區（俄羅斯前轄地，現分屬中亚五國。）
- 巴什科爾托斯坦共和國（俄羅斯的共和國之一）
- 巴爾蒂斯坦（屬克什米爾地區，有主權爭議，但實為巴基斯坦控制）
- 卡拉卡爾帕克斯坦共和國（烏茲別克內的自治共和國）
- 印度斯坦（地理概念，指「印度教徒的土地」。）
- 拉賈斯坦邦（印度的邦之一。印地语：，拉丁轉寫：Rajasthan）
- 洛雷斯坦省（伊朗的省之一）
- 胡齊斯坦省（伊朗的省之一）
- 塔巴里斯坦:伊朗北部地區
- 俾路支地區（橫跨巴基斯坦、阿富汗、伊朗三國，英文：Baluchistan，可參考  （页面存档备份，存于））
- 库尔德斯坦（橫跨土耳其、伊拉克、叙利亚、及伊朗四國的地區，主要居民为库尔德人）
- 烏魯茲甘省（阿富汗的省之一。波斯文／烏魯茲甘文：）
- 普什圖尼斯坦（橫跨巴基斯坦、阿富汗的地區）
- 锡斯坦:伊朗東部與阿富汗南部交界
- 達吉斯坦（俄羅斯自治共和國之一），即列茲金斯坦
- 韃靼斯坦（俄羅斯自治共和國之一）
- 蒙兀兒斯坦:即東察合台汗國
- 畏兀兒斯坦
- 東干斯坦
- 東突厥斯坦:突厥語文化稱呼，與民族無關
- 阿拉伯斯坦:突厥語對阿拉伯半島的稱呼
- 戈爾扎斯坦:格魯吉亞其中一個稱呼
- 阿扎迪斯坦:伊朗阿塞拜疆
- 吐火羅斯坦:阿富汗中南部地區
- 札布里斯坦:在阿富汗扎布尔省和加茲尼省附近
- 阿拉干尼斯坦:緬甸若開邦西北羅興亞人居所
- 法蘭吉斯坦:中世紀穆斯林對西歐的稱呼
- 達迪斯坦:巴基斯坦北部的一個地區
- 利奇斯坦:波蘭的古稱
- 哈拉吉斯坦區:伊朗中部庫姆一個行政單位

### 其他名称的斯坦
| 国家     | 次国家单位             | 首府              | 面积 km²    | 人口       | Den. /km² | 备注                 |
| -------- | ---------------------- | ----------------- | ----------- | ---------- | --------- | -------------------- |
| 伊朗     | 戈勒斯坦省             | 戈尔甘            | 20,367 km²  | 1,777,014  | 87/km km² | 伊朗省份             |
| 伊朗     | 胡齐斯坦省             | 阿瓦士            | 64,055 km²  | 4,531,720  | 71/km²    | 伊朗省份             |
| 伊朗     | 库尔德斯坦省           | 萨南达季          | 29,137 km²  | 1,603,011  | 55/km²    | 伊朗省份             |
| 伊朗     | 洛雷斯坦省             | 霍拉马巴德        | 28,294 km²  | 1,716,527  | 61/km²    | 伊朗省份             |
| 伊朗     | 锡斯坦－俾路支斯坦省   | 扎黑丹            | 181,785 km² | 2,775,014  | 15/km²    | 伊朗省份             |
| 巴基斯坦 | 俾路支省               | 奎达              | 247,190 km² | 12,344,408 |           | 巴基斯坦省份         |
| 巴基斯坦 | 吉尔吉特-巴尔蒂斯坦    | 吉尔吉特          | 72,971 km²  | 1,800,000  |           | 巴基斯坦自治地区     |
| 俄羅斯   | 巴什科尔托斯坦共和国   | 乌法              | 143,600 km² | 4,072,292  | 28.36/km² | 俄罗斯自治共和国     |
| 俄羅斯   | 达吉斯坦共和国         | 马哈奇卡拉        | 50,300 km²  | 2,910,249  | 57.86/km² | 俄罗斯自治共和国     |
| 俄羅斯   | 鞑靼斯坦共和国         | 喀山              | 68,000 km²  | 3,786,488  | 55.68/km² | 俄罗斯自治共和国     |
| 印度     | 拉贾斯坦邦             | 斋浦尔            | 342,239 km² | 68,548,437 |           | 印度行政区划         |
|          | 戈布斯坦区             | 戈布斯坦          | 1,369.4 km² | 37,137     | 27/km²    | 阿塞拜疆行政区划     |
|          | 卡拉卡尔帕克斯坦共和国 | 努库斯            | 164,900 km² | 1,711,800  | 7.5/km²   | 乌兹别克的自治共和国 |
| 伊拉克   | 伊拉克库尔德斯坦       | 埃尔比勒 (Hewlêr) | 78,736 km²  | 5,500,000  |           | 伊拉克联邦自治地区   |
| 阿富汗   | 努里斯坦省             | 塔林科特市-帕尔伦 | 9,225.0 km² | 140,900    | 15/km²    | 阿富汗省份           |

## 提議名稱
- 卡利斯坦：以錫克教徒為主的地區爭取獨立，建立國家。[註 2]詳參卡利斯坦运动
- 遜尼斯坦：以遜尼派徒為主的地區爭取獨立，建立國家。[註 3]詳參逊尼斯坦（英语：Sunnistan）

## 虛構名字
- 阿德吉基斯坦（Adjikistan）：電子遊戲《結合襲擊》（Combined Assault）裡的中亞國家。
- 阿爾達斯坦（Aldastan）：電子遊戲《終極動員令：將軍》裡虛構國家，由吉爾吉斯和塔吉克組成。
- 貝爾吉斯坦（Belgistan）：日本動畫裡的虛構中東國家。
- 卡杰基斯坦（Carjackistan：Jeff Millar 寫，Bill Hinds 畫的連環圖裡的虛構地方。
- 弗蘭尼斯坦（Franistan）：電視劇《我愛露茜》裡的虛構國家。
- 皮亞諾斯坦（Pianostan）：解作「鋼琴斯坦」，是電影《神探加傑特》裡提及的國家。
- 阿拉巴斯坦王國：動畫《海賊王》裡的沙漠之國。
- 阿札迪斯坦王国：動畫《GUNDAM OO》裡的中亞國家。
- 突厥斯坦(Turgistan)：鬼影特攻：以暴制暴里的一座虚构城市。
- 伊朗尼斯坦（Iranistan）：羅伯特·歐文·霍華德（Robert Ervin Howard）的蠻王柯南（Conan the Barbarian）中的虛構地方─「Hyborea」的東部地區。
- 伊斯坦（Istan）：MMORPG《黃昏的公會戰爭》（Guild Wars Nightfall）裡的虛構島國。
- Helmajistan：日本輕小說《驚爆危機》裡的虛構地方。
- Kreplachistan：電影《Austin Powers: The Spy Who Shagged Me》裡的虛構國家。（「Kreplach」解作「猶太三角餛飩」，是歐洲東部猶太人的點心小食）
- Zekistan：電子遊戲《Full Spectrum Warrior》裡的中亞國家。
- Derkaderkastan ：電影《Team America: World Police》裡的虛構中東國家。
- Ardistan：卡爾·梅（Karl May）的小說《Ardistan and Dschinnistan》裡的虛構地方。
- Avgatiganistan：Eugene Trivizas 小說裡的虛構國家，其實暗指「阿富汗」（Afghanistan，拼法相近），也和希臘文「煎蛋」（Avga tiganita，把原字分兩半）雙關。
- Bazrakhistan：電影《Act of War》（1998 年）裡的虛構前蘇聯加盟共和國。
- Berzerkistan：Garry Trudeau 的連環圖《Doonesbury》裡由有神性的種族滅絕恐怖分子領導的虛構共和國。

## 有「斯坦」的諷刺名字
- 安资斯坦（Ancapistan）：在无政府资本主义下运作的假设社会
- 哈馬斯坦（Hamastan）：被哈馬斯控制的加薩走廊
- 塔利班斯坦（Talibanistan）：被塔利班控制的區域
- 法兰西斯坦（Francistan）、德意志斯坦（Deutschistan）、欧罗巴斯坦（Europistan）：讽刺法国、德国、欧盟大量接受穆斯林难民
- 宁夏斯坦、沙甸斯坦：形容当地回族穆斯林众多。
- 蕨斯坦（ワラビスタン）：日本埼玉縣蕨市，因庫爾德人眾多。

## 有「斯坦」其他名字
- Bīmārestān ：中世紀波斯時的醫院
- asal hindustan:真實的印度教土地,18世紀尼泊爾沙阿王朝的自稱(自別於被蒙兀兒帝國統治的北印度)。

## 备注
1. ↑  属印歐語系印度-伊朗語族
2. ↑  卡利斯坦意即「純潔土地」
3. ↑  Sunnistan 意即「遜尼土地」

## 外部連結
- 印歐語言的語源 （页面存档备份，存于） 來自「英文─美國遺產字典（第四版）」